# Campionati del mondo di atletica leggera indoor 2008
I Campionati del mondo di atletica leggera indoor 2008 (12ª edizione) si sono svolti al Palau Luis Puig di Valencia, in Spagna, dal 7 al 9 marzo. È stata la terza volta che la Spagna ha ospitato questo evento.

## Candidature
Valencia è stata nominata sede della XII edizione il 13 novembre 2005, durante il meeting del consiglio della IAAF a Mosca, Russia.

## Medagliati

### Uomini
| Specialità | Oro                                                                             | Prestazione | Argento                                                                                 | Prestazione | Bronzo                                                                | Prestazione   |
| Corse piane |                                                                                 |             |                                                                                         |             |                                                                       |               |
| 60 m (dettagli) | Olusoji Fasuba                                                                  | 6"51        | Dwain Chambers Kim Collins                                                              | 6"54        | -                                                                     | -             |
| 400 m (dettagli) | Tyler Christopher                                                               | 45"67       | Johan Wissman                                                                           | 46"04       | Chris Brown                                                           | 46"26         |
| 800 m (dettagli) | Abubaker Kaki Khamis                                                            | 1'44"81     | Mbulaeni Mulaudzi                                                                       | 1'44"91     | Yusuf Saad Kamel                                                      | 1'45"26       |
| 1500 m (dettagli) | Deresse Mekonnen                                                                | 3'38"23     | Daniel Kipchirchir Komen                                                                | 3'38"54     | Juan Carlos Higuero                                                   | 3'38"82       |
| 3000 m (dettagli) | Tariku Bekele                                                                   | 7'48"23     | Paul Kipsiele Koech                                                                     | 7'49"05     | Abreham Cherkos                                                       | 7'49"96       |
| Corse a ostacoli |                                                                                 |             |                                                                                         |             |                                                                       |               |
| 60 hs (dettagli) | Liu Xiang                                                                       | 7"46        | Allen Johnson                                                                           | 7"55        | Evgeniy Borisov Staņislavs Olijars                                    | 7"60 7"60     |
| Salti |                                                                                 |             |                                                                                         |             |                                                                       |               |
| Salto in alto (dettagli) | Stefan Holm                                                                     | 2,36 m      | Jaroslav Rybakov                                                                        | 2,34 m      | Andra Manson Kyriakos Iōannou                                         | 2,30 m 2,30 m |
| Salto con l'asta (dettagli) | Evgenij Luk'janenko                                                             | 5,90 m      | Brad Walker                                                                             | 5,85 m      | Steve Hooker                                                          | 5,80 m        |
| Salto in lungo (dettagli) | Godfrey Khotso Mokoena                                                          | 8,08 m      | Chris Tomlinson                                                                         | 8,06 m      | Mohamed Salman Al-Khuwalidi                                           | 8,01 m        |
| Salto triplo (dettagli) | Phillips Idowu                                                                  | 17,75 m     | Arnie David Giralt                                                                      | 17,47 m     | Nelson Évora                                                          | 17,27 m       |
| Lanci |                                                                                 |             |                                                                                         |             |                                                                       |               |
| Getto del peso (dettagli) | Christian Cantwell                                                              | 21,77 m     | Reese Hoffa                                                                             | 21,20 m     | Tomasz Majewski                                                       | 20,93 m       |
| Prove multiple |                                                                                 |             |                                                                                         |             |                                                                       |               |
| Eptathlon (dettagli) | Bryan Clay                                                                      | 6.371 p.    | Andrėj Kraŭčanka                                                                        | 6.234 p.    | Dmitrij Karpov                                                        | 6.131 p.      |
| Staffette |                                                                                 |             |                                                                                         |             |                                                                       |               |
| Staffetta 4×400 m (dettagli) | Stati Uniti James Davis Jamaal Torrance Greg Nixon Kelly Willie Joel Stallworth | 3'06"79     | Giamaica Michael Blackwood Edino Steele Adrian Findlay DeWayne Barrett Aldwyn Sappleton | 3'07"69     | Rep. Dominicana Arismendy Peguero Carlos Santa Pedro Mejia Yoel Tapia | 3'07"77       |
| record mondiale; record mondiale stagionale; record africano; record asiatico; record europeo; record nord-centroamericano e caraibico; record sudamericano; record oceaniano; record dei campionati; record nazionale; record personale; record personale stagionale. |                                                                                 |             |                                                                                         |             |                                                                       |               |

### Donne
| Specialità | Oro                                                                  | Prestazione | Argento                                                                 | Prestazione | Bronzo                                                                    | Prestazione |
| Corse piane |                                                                      |             |                                                                         |             |                                                                           |             |
| 60 m (dettagli) | Angela Williams                                                      | 7"06        | Jeanette Kwakye                                                         | 7"08        | Tahesia Harrigan                                                          | 7"09        |
| 400 m (dettagli) | Olesja Zykina                                                        | 51"09       | Natal'ja Nazarova                                                       | 51"10       | Shareese Woods                                                            | 51"41       |
| 800 m (dettagli) | Tamsyn Lewis                                                         | 2'02"57     | Tetiana Petlyuk                                                         | 2'02"66     | Maria Mutola                                                              | 2'02"97     |
| 1500 m (dettagli) | Gelete Burka                                                         | 3'59"75     | Maryam Yusuf Jamal                                                      | 3'59"79     | Daniela Yordanova                                                         | 4'04"19     |
| 3000 m (dettagli) | Meseret Defar                                                        | 8'38"79     | Meselech Melkamu                                                        | 8'41"50     | Mariem Alaoui Selsouli                                                    | 8'41"66     |
| Corse a ostacoli |                                                                      |             |                                                                         |             |                                                                           |             |
| 60 hs (dettagli) | Lolo Jones                                                           | 7"80        | Candice Davis                                                           | 7"93        | Anay Tejeda                                                               | 7"98        |
| Salti |                                                                      |             |                                                                         |             |                                                                           |             |
| Salto in alto (dettagli) | Blanka Vlašić                                                        | 2,03 m      | Elena Slesarenko                                                        | 2,01 m      | Vita Palamar                                                              | 2,01 m      |
| Salto con l'asta (dettagli) | Elena Isinbaeva                                                      | 4,75 m      | Jennifer Stuczynski                                                     | 4,75 m      | Fabiana Murer Monika Pyrek                                                | 4,70 m      |
| Salto in lungo (dettagli) | Naide Gomes                                                          | 7,00 m      | Maurren Maggi                                                           | 6,89 m      | Irina Simagina                                                            | 6,88 m      |
| Salto triplo (dettagli) | Yargelis Savigne                                                     | 15,05 m     | Marija Šestak                                                           | 14,68 m     | Olga Rypakova                                                             | 14,58 m     |
| Lanci |                                                                      |             |                                                                         |             |                                                                           |             |
| Getto del peso (dettagli) | Valerie Vili                                                         | 20,19 m     | Nadzeja Astapčuk                                                        | 19,74 m     | Li Meiju                                                                  | 19,09 m     |
| Prove multiple |                                                                      |             |                                                                         |             |                                                                           |             |
| Pentathlon (dettagli) | Tia Hellebaut                                                        | 4.867 p.    | Kelly Sotherton                                                         | 4.852 p.    | Anna Bogdanova                                                            | 4.753 p.    |
| Staffette |                                                                      |             |                                                                         |             |                                                                           |             |
| Staffetta 4×400 m (dettagli) | Russia Julija Guščina Tatyana Levina Natal'ja Nazarova Olesja Zykina | 3'28"17     | Bielorussia Anna Kozak Iryna Khliustava Sviatlana Usovich Ilona Usovich | 3'28"90     | Stati Uniti Angel Perkins Miriam Barnes Shareese Woods Moushaumi Robinson | 3'29"30     |
| record mondiale; record mondiale stagionale; record africano; record asiatico; record europeo; record nord-centroamericano e caraibico; record sudamericano; record oceaniano; record dei campionati; record nazionale; record personale; record personale stagionale. |                                                                      |             |                                                                         |             |                                                                           |             |

## Medagliere
| Posizione | Paese                     | Oro | Argento | Bronzo | Totale |
| --------- | ------------------------- | --- | ------- | ------ | ------ |
| 1         | Stati Uniti               | 5   | 5       | 3      | 13     |
| 2         | Russia                    | 5   | 4       | 3      | 12     |
| 3         | Etiopia                   | 3   | 1       | 2      | 6      |
| 4         | Regno Unito               | 1   | 4       | 0      | 5      |
| 5         | Cuba                      | 1   | 1       | 1      | 3      |
| 6         | Sudafrica                 | 1   | 1       | 0      | 2      |
| 6         | Svezia                    | 1   | 1       | 0      | 2      |
| 8         | Australia                 | 1   | 0       | 1      | 2      |
| 8         | Cina                      | 1   | 0       | 1      | 2      |
| 8         | Portogallo                | 1   | 0       | 1      | 2      |
| 11        | Belgio                    | 1   | 0       | 0      | 1      |
| 11        | Canada                    | 1   | 0       | 0      | 1      |
| 11        | Croazia                   | 1   | 0       | 0      | 1      |
| 11        | Nigeria                   | 1   | 0       | 0      | 1      |
| 11        | Nuova Zelanda             | 1   | 0       | 0      | 1      |
| 11        | Sudan                     | 1   | 0       | 0      | 1      |
| 17        | Bielorussia               | 0   | 3       | 0      | 3      |
| 18        | Kenya                     | 0   | 2       | 0      | 2      |
| 19        | Brasile                   | 0   | 1       | 1      | 2      |
| 19        | Ucraina                   | 0   | 1       | 1      | 2      |
| 21        | Giamaica                  | 0   | 1       | 0      | 1      |
| 21        | Saint Kitts e Nevis       | 0   | 1       | 0      | 1      |
| 21        | Slovenia                  | 0   | 1       | 0      | 1      |
| 24        | Polonia                   | 0   | 0       | 2      | 2      |
| 24        | Kazakistan                | 0   | 0       | 2      | 2      |
| 26        | Arabia Saudita            | 0   | 0       | 1      | 1      |
| 26        | Bahamas                   | 0   | 0       | 1      | 1      |
| 26        | Bahrein                   | 0   | 0       | 1      | 1      |
| 26        | Cipro                     | 0   | 0       | 1      | 1      |
| 26        | Isole Vergini Britanniche | 0   | 0       | 1      | 1      |
| 26        | Lettonia                  | 0   | 0       | 1      | 1      |
| 26        | Marocco                   | 0   | 0       | 1      | 1      |
| 26        | Mozambico                 | 0   | 0       | 1      | 1      |
| 26        | Rep. Dominicana           | 0   | 0       | 1      | 1      |
| 26        | Spagna                    | 0   | 0       | 1      | 1      |
| Totale    | Totale                    | 26  | 27      | 28     | 81     |